# 朱康震
朱康震（1970年12月11日—），中華民國（台灣）政治人物，前臺中市政府副秘書長、參議，亦曾任桃園縣末代新聞處長。
曾任中視新聞主播、馬英九競選辦公室（臺灣加油讚）發言人，中央廣播電台副總台長、桃園縣政府新聞處處長、中華職棒大聯盟祕書長。被視為前國民黨主席朱立倫、前桃園縣長吳志揚的愛將。
2020年7月媒體報導，朱康震假借單身名義，同時欺騙五名女子感情，劈腿風波引發輿論譁然，隨即由臺中市政府副秘書長被調為參議，後主動辭去參議一職

## 經歷
- 飛碟電臺新聞部主播、記者
- 警察廣播電臺節目製作人、主持人
- 飛碟電臺節目製作人、主持人
- 勁報多媒體（含勁道數位電視（Power TV））新聞記者、召集人、組長
- 中視新聞資深記者、主播、主持人
- 罕見疾病基金會公關部主任
- 中央廣播電台副總台長
- 桃園縣政府新聞處處長
- 中華職棒大聯盟秘書長
- 麗寶國際賽車場總經理兼任台中麗寶度假園區執行副總
- 臺中市政府副秘書長

## 曾播報或主持節目
| 時間                          | 頻道       | 節目                 | 備註                                                   |
|                               | 中視       | 《中視夜線新聞》     | 假日主播                                               |
|                               | 中視新聞台 | 《整點新聞》         |                                                        |
| 2010年10月4日起               | 中視       | 《中視早安新聞》     | 與蕭惠文搭檔，由蕭惠文單獨播報，蕭惠文休假時偶爾會代班 |
| 2009年12月9日～2011年10月12日 | 中視       | 《縱橫天下》         |                                                        |
| 2010年10月4日～2010年11月25日 | 中視       | 《選戰愛逗震》       | 與彭愛佳搭檔                                           |
| 2010年10月9日～2011年10月8日  | 中視       | 《中視新聞全球報導》 | 假日主播，與彭愛佳或黃晴搭檔，平日偶爾也會代班         |
| 2010年11月29日～2011年2月     | 中視       | 《新聞愛逗震》       | 與彭愛佳搭檔                                           |
| 2011年4月2日～2011年10月8日   | 中視新聞台 | 《海峽深呼吸》       | 與梅聖旻同任製作人                                     |

## 外部連結
| 體育角色                             | 體育角色                                      | 體育角色      |
| ------------------------------------ | --------------------------------------------- | ------------- |
| 前任： 陳俊池（正任） 王惠民（代理） | 中華職業棒球大聯盟秘書長 2015年2月－2017年2月 | 繼任： 馮勝賢 |

1. ↑  朱康震被爆劈腿3女 中市府：私人感情無關公務 （页面存档备份，存于）,中央社，2020年7月8日
2. ↑  .   [2020-07-12]. （原始内容存档于2021-01-22）.
3. ↑  . 鏡週刊 Mirror Media. 2020-07-08  [2020-07-09]. （原始内容存档于2020-12-01） （中文（臺灣））.
4. ↑  . tw.news.yahoo.com.   [2020-07-09]. （原始内容存档于2020-09-20） （中文（臺灣））.